# Hyperbola phocina
Hyperbola phocina är en fjärilsart som beskrevs av Edward Meyrick 1908. Hyperbola phocina ingår i släktet Hyperbola och familjen äkta malar. Inga underarter finns listade i Catalogue of Life.